# Croonaert Chapel Cemetery
Croonaert Chapel Cemetery is een Britse militaire begraafplaats met gesneuvelden uit de Eerste Wereldoorlog, gelegen in het Belgische dorp Wijtschate, een deelgemeente van Heuvelland. Ze ligt 1,6 km ten noordwesten van het dorpscentrum en een 400-tal meter van het Duitse loopgravenstelsel "Bayernwald" en is bereikbaar via een 250 m lang pad door het veld. De begraafplaats werd ontworpen door Wilfred Von Berg. Het terrein heeft een oppervlakte van 455 m² en wordt onderhouden door de Commonwealth War Graves Commission.
Er worden 75 doden herdacht, waarvan 74 Britten en één Chinees (Chang Chi Hsuen) van het Chinese Labour Corps. Zeven soldaten konden niet meer geïdentificeerd worden. 

## Geschiedenis
Croonaert Chapel Cemetery is genoemd naar de "Croonaertkapel", die langs de weg van Voormezele naar Wijtschate stond. De aanleg van de begraafplaats begon op initiatief van de Burial Officer (dit is de officier die verantwoordelijk is voor het registreren en begraven van de gesneuvelden) van de 19th Division in juni 1917 en ze bleef in gebruik tot november 1917. 52 doden behoorden tot deze divisie. Er kwamen nog 2 bijzettingen in april 1918 en januari 1919. De 51 Duitse graven die er oorspronkelijk lagen, werden na de oorlog verwijderd.
In 2009 werd de begraafplaats als monument beschermd.